# Phần trăm
Trong toán học, phần trăm là tỉ số thể hiện dưới dạng phân số có mẫu số là 100. Ký hiệu thường dùng là ký hiệu phần trăm "%". Ví dụ, 20% (đọc là "hai mươi phần trăm") tương đương với {\displaystyle {\frac {20}{100}}={\frac {1}{5}}}, nói cách khác là 0,2. Một số hệ thống diễn đạt phân số có mẫu số 1000 được gọi là hệ thống phần nghìn.
Phần trăm thường được dùng để biểu thị độ lớn tương đối của một lượng so với một lượng khác. Đại lượng thứ nhất thường thể hiện phần tương ứng hoặc phần thay đổi so với đại lượng thứ hai. Ví dụ, một số tiền 40.000₫ sau khi lãi tăng lên 2.400₫, như vậy số tiền tăng lên một phần bằng 2.400 : 40.000 = 0,06 lần số tiền ban đầu. Vậy nếu diễn đạt theo phần trăm, ta nói số tiền 40.000₫ đã lãi thêm 6%.
"Phần trăm" thường được dùng để biểu diễn các số trong khoảng từ 0 đến 1, tuy nhiên bất kỳ số hữu tỉ không có thứ nguyên nào cũng có thể được biểu diễn dưới dạng phần trăm. Lấy ví dụ, 111% tương đương 111/100 hay 1,11 và -0.35% là -0,0035.